# Jean Tisserand
Pour les articles homonymes, voir Tisserand.

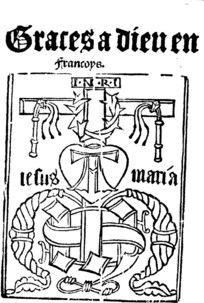
Illustration du Dit en François : le signe franciscain du Tau

Jean Tisserand († 1497), ou Johannes Tisserandus parfois orthographié Jehan Tisserant ou Jean Tisserant, ou encore Jean Tisseran, jadis Tissarandus et Tirlandus est franciscain observant, probablement docteur en théologie, peut-être confesseur du roi Charles VIII de France ou de la reine Anne de Bretagne, fondateur sous sa protection d'un nouveau monastère près de Lyon, sur la Saône, de stricte Observance, prédicateur.

## Biographie
Franciscain observant, de la custodie de Dijon, prédicateur à Notre-Dame de Paris, fondateur de l'ordre (ou association) des Filles-Repenties appelées plus tard Pénitentes de Saint Magloire, sous la protection de sainte Madeleine du nom de l'abbaye où elles s'installèrent sur ordre de la reine Marie de Médicis, est originaire d'une grande famille dijonnaise de Bourgogne, comptant plusieurs seigneurs de villes ou villages bourguignons, des chanoines des Nuits de Châlon, et officiers du bailliage, de la chancellerie et de la cour des Comptes, membres du Parlement, et dont les armes étaient d'azur à chevron d'or accompagné d'une coquille en pointe.

Frère Tisserand fut appelé à Paris en 1468. Avec un ami franciscain, le frère Jean Bourgeois, ils évangélisent Paris en prêchant dans les différentes paroisses de la ville pendant quelques années. Jean Tisserand prêchait brillamment chaque jour dans une paroisse, et en changeait chaque mois, évangélisant ainsi toute la capitale. Il passe pour avoir été le confesseur de la reine Anne de Bretagne, qui aimait l'ordre des cordeliers et connaissait bien le frère Jean Bourgeois, mais ceci est contesté. Les cœurs les plus endurcis ne pouvaient résister à ses sermons. Il convertit ainsi à Notre-Dame deux cents filles qui devinrent les Filles Rendues ou filles repenties, auxquelles Jean-Simon de Champigny donna la Règle de saint Augustin. 
Fondation en 1502 des Hospitalières de Lyon : au début, Jean Tisserand emploie des filles repenties, dont il devient l'aumônier, puis des veuves, femmes mariées et orphelines qui deviennent en 1539 Servantes des Pauvres, religieuses et sœurs religieuses.
Frère Jean Tisserand a aussi composé un air de Pâques et des Noëls et passe pour avoir fondé le cantique populaire. Auteur d'une pièce de Dévotion en vers conservée à la BnF, Le Dicté en françois, ce « dicté en françois » était chanté au commencement des sermons de frère Jean Tisserand. Auteur également de l'hymne O Filii et Filiae dans la tradition de la poésie franciscaine, d'autres hymnes et de Noëls (Noëls Très excellents contemplatifs, publiés par Guillaume Guerson en 1495 et 1502, A la Venue de Noël) composés pour les Filles repenties et d'une très belle salutation pour les sept fêtes de Notre-Dame chantée aux au Salut Église saint Innocent de Paris ainsi que l'Office des cinq frères mineurs martyrisés au Maroc dont le culte venait d'être autorisé en 1481 par le Pape Sixte IV.
Jean Tisserand acquit une grande réputation de sainteté grâce à la conversion de ses pénitentes et fut appelé dans différents monastères de province pour les ramener à l'Observance. Il succéda à son ami le frère Bourgeois dans le monastère de Notre-Dame des Anges à Lyon, et y mourut vers 1497.

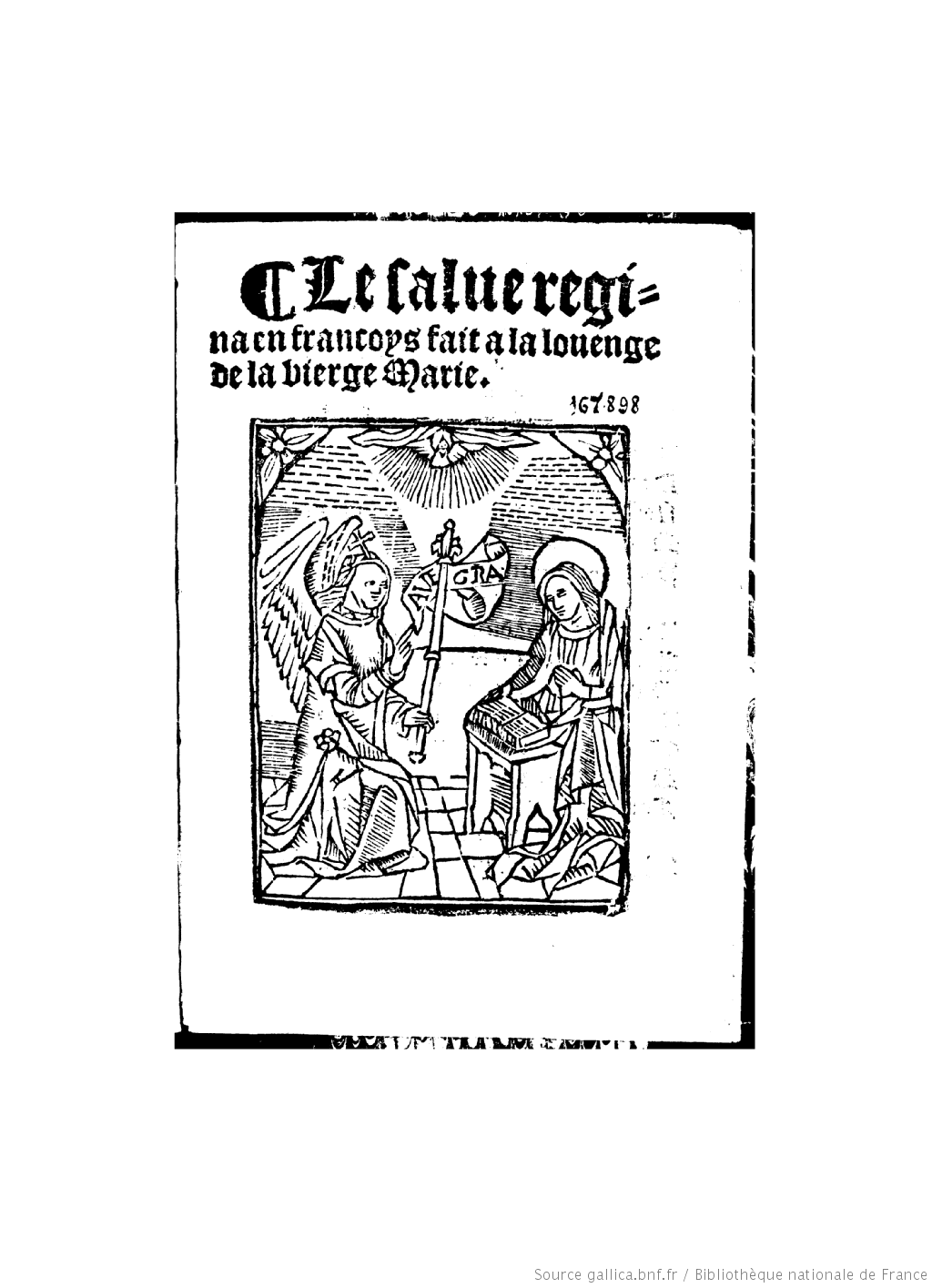
BnF : Le Dicté en françois, Salutation pour les sept fêtes de Notre-Dame chantée aux au Salut, gravure sur bois, Annonciation
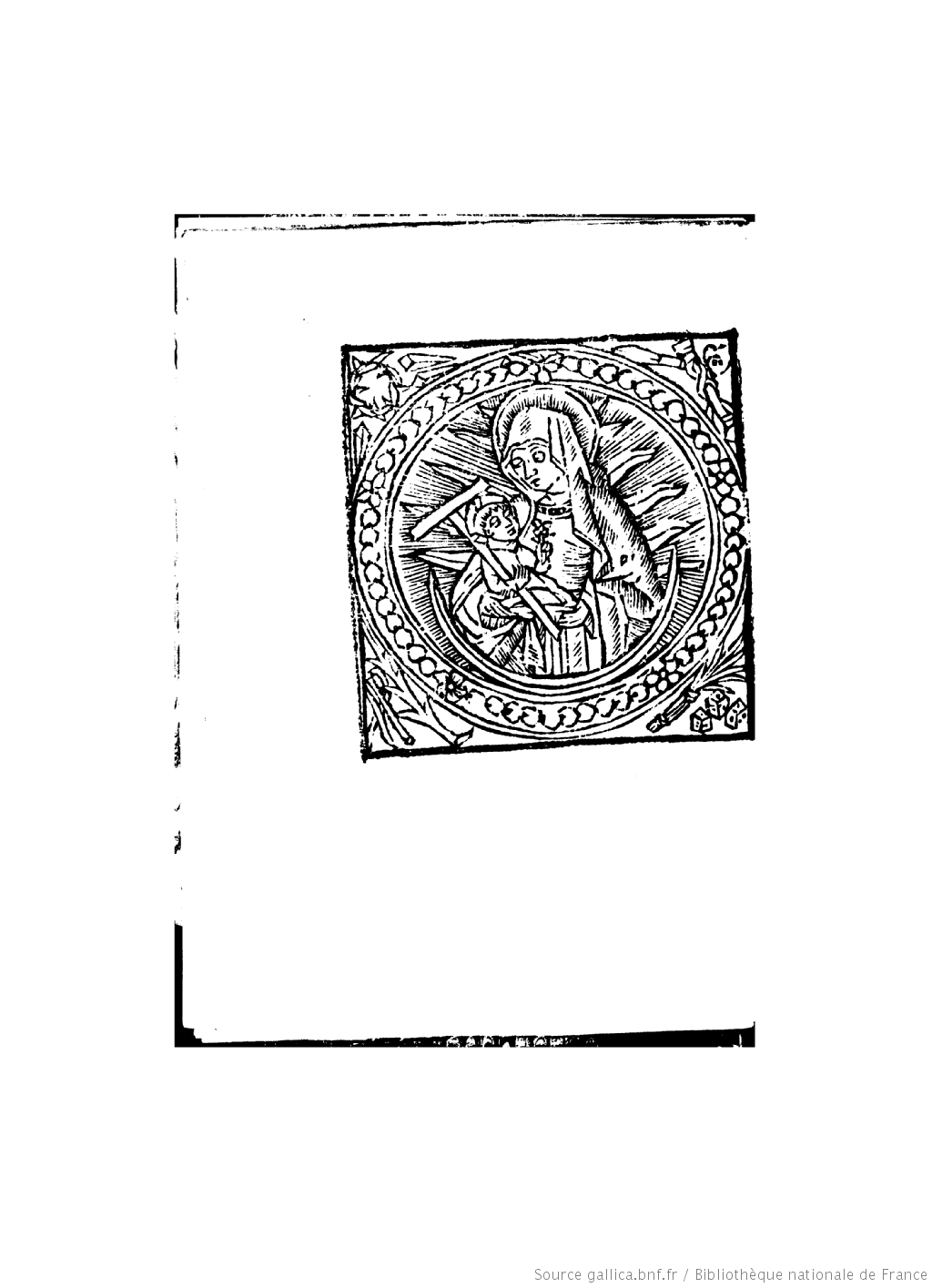
BnF : Le Dicté en françois, Salutation pour les sept fêtes de Notre-Dame chantée aux au Salut, gravure sur bois, Nativité

## Œuvres: Tisserand, Jean (O.F.M., Le P.)
- Acta Berardi de Carbio
- Sermones de adventu, ou Sermones religiosissimi publiés en 1517 à Paris
- Le Dicté en François. BnF. S'ensuit le Dicté en françois de [F]rère Jehan Tisserant, docteur et frère mineur de l'ordre de l'Observance, lequel il fait chanter à son sermon. - "Au v° du titre" : Le Salut de Nostre Dame en françois. - "À la fin" : Cy finisent les oroisons et dicté du bon et dévost père frère Jehan Tisserant, S'ensuyt une très belle salutation faicte sur les sept festes de Nostre-Dame, laquelle l'on chante au salut à Sainct Innocent à Paris. Et la fist et composa frère Jehan Tissarrant, avec l'Aleluya du jour de Pasques, et avecques ce les Grâces à Dieu  BnF, Gallica.
- Dévote contemplation excitant à la crainte de Dieu, moult utile et propice à ung chacum pécheur voulant penser de son salut, laquelle chantent les Filles repenties à Paris, par dévotion. - ″À la fin″ : Ci finit la Dévote contemplation, nouvellement composée à Paris à la requeste des Filles rendues. Imprimée par maistre Guillaume Guerson de Villelongue, demourant devant le Colliège de Reins, en l'ostel qui fait le coing du costé Saincte Geneviefve, et là on les trouvera avec plusieurs beaux livres nouveaux, tant en latin qu'en françois, de diverses sciences et facultés BnF
- S'ensnivent [″sic″] les Noëlz très excelens et contemplatifz les quelz chantent les Filles rendues, par dévotion. - ″À la fin″ : Si finissent les Noëlz trèsdévotz et joieulx les quelz chantent les Filles rendues à Paris, par dévotion. Nouvelement imprimés par maistre Guillaume Guerson de Villelongue demourant devant le Coliège de Reins près Saincte Geneviefve, et là on les trouvera avec plusieurs bons livres nouveaulx tant en latin que en françoys en diverses sciences et facultés BnF

## Compléments

#### Articles
- Persée : Le franciscain Jean Tisserant. Bibliothèque de l'école des chartes. Année 1901, Volume 62, Numéro 62, p. 719-720
- Mauzaize, Jean (1917-1992) O.F.M. Un poète franciscain du XVe siècle, frère Jehan Tisserant / [signé : P. Raoul de Sceaux] Paris, « Amis de saint François », 1947, no 43 (avril/mai 1947)
- Gastoué, Amédée L' O filii, ses origines, son auteur / Amédée Gastoué (Article de périodique) Paris, 1907

#### Ouvrages
- Soldiers of Christ: Preaching in Late Medieval and Reformation France Par Larissa Taylor
- The history of Franciscan preaching and of Franciscan preachers (1209-1927) Par Anscar Zawart.
- Histoire générale de l'Ordre de saint François, Volume 1, Partie 2 Par François de Sessevalle
- Études franciscaines, Volume 7, Capuchins pages 538-541.
- Histoire générale de l'Ordre de saint François, Volume 1, Partie 1
- Revue d'histoire franciscaine, Volume 3 - 1926 337-339
- La grande et belle Bible des noëls anciens, Volume 1, 1951.
- The French noel: with an anthology of 1725 arranged for flute duet Par Betty Bang Mather, Gail Gavin, Jean-Jacques Rippert Page 12 les Noëls de Jean Tisserant